# Bosna và Hercegovina tại Thế vận hội
Bosna và Hercegovina đã cử các vận động viên (VĐV) tới Thế vận hội Mùa hè dưới ngọn cờ độc lập của nước này lần đầu tiên vào năm 1992. Các VĐV Bosna thi đấu dưới cờ Nam Tư (xem Nam Tư tại Thế vận hội) cho đến khi quốc gia này tan rã. Cùng với Albania, Bosna và Hercegovina là quốc gia không phải quốc gia mini duy nhất ở châu Âu chưa từng giành huy chương Olympic.
Ủy ban Olympic Bosna và Hercegovina được thành lập năm 1992 và được công nhận năm 1993.

## Bảng huy chương

### Thế vận hội Mùa hè
| Thế vận hội         | Số VĐV                        | Vàng                          | Bạc                           | Đồng                          | Tổng số                       | Xếp thứ                       |
| 1920–1988           | như một phần của Nam Tư (YUG) | như một phần của Nam Tư (YUG) | như một phần của Nam Tư (YUG) | như một phần của Nam Tư (YUG) | như một phần của Nam Tư (YUG) | như một phần của Nam Tư (YUG) |
| Barcelona 1992      | 10                            | 0                             | 0                             | 0                             | 0                             | –                             |
| Atlanta 1996        | 9                             | 0                             | 0                             | 0                             | 0                             | –                             |
| Sydney 2000         | 9                             | 0                             | 0                             | 0                             | 0                             | –                             |
| Athens 2004         | 9                             | 0                             | 0                             | 0                             | 0                             | –                             |
| Bắc Kinh 2008       | 5                             | 0                             | 0                             | 0                             | 0                             | –                             |
| Luân Đôn 2012       | 6                             | 0                             | 0                             | 0                             | 0                             | –                             |
| Rio de Janeiro 2016 | 11                            | 0                             | 0                             | 0                             | 0                             | –                             |
| Tokyo 2020          | chưa diễn ra                  |                               |                               |                               |                               |                               |
| Paris 2024          | chưa diễn ra                  |                               |                               |                               |                               |                               |
| Los Angeles 2028    | chưa diễn ra                  |                               |                               |                               |                               |                               |
| Tổng số             | Tổng số                       | 0                             | 0                             | 0                             | 0                             | –                             |

### Thế vận hội Mùa đông
| Thế vận hội              | Số VĐV                        | Vàng                          | Bạc                           | Đồng                          | Tổng số                       | Xếp thứ                       |
| 1924–1992                | như một phần của Nam Tư (YUG) | như một phần của Nam Tư (YUG) | như một phần của Nam Tư (YUG) | như một phần của Nam Tư (YUG) | như một phần của Nam Tư (YUG) | như một phần của Nam Tư (YUG) |
| Lillehammer 1994         | 10                            | 0                             | 0                             | 0                             | 0                             | –                             |
| Nagano 1998              | 8                             | 0                             | 0                             | 0                             | 0                             | –                             |
| Thành phố Salt Lake 2002 | 2                             | 0                             | 0                             | 0                             | 0                             | –                             |
| Torino 2006              | 6                             | 0                             | 0                             | 0                             | 0                             | –                             |
| Vancouver 2010           | 5                             | 0                             | 0                             | 0                             | 0                             | –                             |
| Sochi 2014               | 5                             | 0                             | 0                             | 0                             | 0                             | –                             |
| Pyeongchang 2018         | 4                             | 0                             | 0                             | 0                             | 0                             | –                             |
| Bắc Kinh 2022            | chưa diễn ra                  |                               |                               |                               |                               |                               |
| Milano–Cortina 2026      | chưa diễn ra                  |                               |                               |                               |                               |                               |
| Tổng số                  | Tổng số                       | 0                             | 0                             | 0                             | 0                             | –                             |

## Người cầm cờ
| Thế vận hội         | VĐV              | Môn thi đấu     |
| ------------------- | ---------------- | --------------- |
| Barcelona 1992      | Zlatan Saračević | Điền kinh       |
| Atlanta 1996        | Islam Đugum      | Điền kinh       |
| Sydney 2000         | Elvir Krehmić    | Điền kinh       |
| Athens 2004         | Nedžad Fazlija   | Bắn súng        |
| Bắc Kinh 2008       | Amel Mekić       | Judo            |
| Luân Đôn 2012       | Amel Mekić       | Judo            |
| Rio de Janeiro 2016 | Amel Tuka        | Track and field |

| Thế vận hội              | VĐV                   | Môn thi đấu           |
| ------------------------ | --------------------- | --------------------- |
| Lillehammer 1994         | Bekim Babić           | Trượt tuyết băng đồng |
| Nagano 1998              | Mario Franjić         | Xe trượt lòng máng    |
| Thành phố Salt Lake 2002 | Enis Bećirbegović     | Trượt tuyết đổ đèo    |
| Torino 2006              | Aleksandra Vasiljević | Hai môn phối hợp      |
| Vancouver 2010           | Žana Novaković        | Trượt tuyết đổ đèo    |
| Sochi 2014               | Žana Novaković        | Trượt tuyết đổ đèo    |
| Pyeongchang 2018         | Elvedina Muzaferija   | Trượt tuyết đổ đèo    |

## VĐV giành huy chương (khi còn thuộc Nam Tư)
Các VĐV Bosna và Hercegovina đã nhiều lần giành huy chương ở nhiều môn thể thao khi thi đấu trong các đội tuyển cũng như khi thi đấu độc lập (quyền Anh) đại diện cho Nam Tư.

### Bóng đá
| Huy chương | Thế vận hội      | Đội tuyển | Tên                                                           |
| ---------- | ---------------- | --------- | ------------------------------------------------------------- |
| Bạc        | Melbourne 1956   | Nam       | Miroslav Brozović                                             |
| Bạc        | Melbourne 1956   | Nam       | Ibrahim "Ibro" Biogradlić và Muhamed Mujić                    |
| Vàng       | Roma 1960        | Nam       | Tomislav Knez và Velimir Sombolac                             |
| Đồng       | Los Angeles 1984 | Nam       | Mehmed Baždarević, Mirsad Baljić, Vlado Čapljić, Admir Smajić |

### Bóng rổ
| Huy chương | Thế vận hội      | Đội tuyển | Tên                                                              |
| ---------- | ---------------- | --------- | ---------------------------------------------------------------- |
| Bạc        | Montréal 1976    | Nam       | Žarko Varajić                                                    |
| Vàng       | Moskva 1980      | Nam       | Mirza Delibašić, Dražen Dalipagić, Ratko Radovanović             |
| Đồng       | Moskva 1980      | Nữ        | Mersada Bećirspahić, Vera Đurašković                             |
| Đồng       | Los Angeles 1984 | Nam       | Dražen Dalipagić, Emir Mutapčić, Ratko Radovanović, Sabit Hadžić |
| Bạc        | Seoul 1988       | Nam       | Zdravko Radulović                                                |
| Bạc        | Seoul 1988       | Nữ        | Razija Mujanović, Mara Lakić, Slađana Golić, Vesna Bajkuša       |

### Quyền Anh
| Huy chương | Thế vận hội      | Đội tuyển | Tên             |
| ---------- | ---------------- | --------- | --------------- |
| Vàng       | Los Angeles 1984 | Nam       | Anton Josipović |

### Bóng ném
| Huy chương | Thế vận hội      | Đội tuyển | Tên                                                                                 |
| ---------- | ---------------- | --------- | ----------------------------------------------------------------------------------- |
| Vàng       | München 1972     | Nam       | Abaz Arslanagić, Milorad Karalić, Đorđe Lavrnić, Dobrivoj Selec                     |
| Vàng       | Los Angeles 1984 | Nữ        | Svetlana Kitić, Jasna Kolar-Merdan                                                  |
| Vàng       | Los Angeles 1984 | Nam       | Zlatan Arnautović, Jovica Elezović, Zdravko Rađenović, Branko Štrbac, Zdravko Zovko |
| Đồng       | Seoul 1988       | Nam       | Iztok Puc, Zlatko Saračević, Irfan Smajlagić, Ermin Velić, Muhamed Memić            |

## Hậu Nam Tư
Một vài người Croat gốc Bosna và Serb gốc Bosna, có bao gồm một người Hồi giáo Bosna, từng giành huy chương Olympic khi đại diện cho Croatia hoặc Serbia và Montenegro.
| Môn thi đấu | VĐV (thành phố) |
| ----------- | --- |
| Bóng rổ     | Franjo Arapović (Mostar) Saša Čađo (Banja Luka) Predrag Danilović (Sarajevo) Zoran Savić (Zenica) Dragana Stanković (Bijeljina) |
| Canoeing    | Milenko Zorić (Sanski Most) |
| Bóng ném    | Mirko Alilović (Ljubuški) Denis Buntić (Ljubuški) Slavko Goluža (Stolac) Vladimir Jelčić (Čapljina) Božidar Jović (Banja Luka) Venio Losert (Zavidovići) Zoran Mikulić (Travnik) Zlatko Saračević (Banja Luka) Irfan Smajlagić (Banja Luka) Vlado Šola (Tomislavgrad) Ana Radović (Sarajevo) |
| Quần vợt    | Ivan Ljubičić (Banja Luka) |
| Bóng chuyền | Tijana Bošković (Bileća) Đorđe Đurić (Ljubinje) Brankica Mihajlović (Brčko) |